# Zephyrosaurus
Zephyrosaurus là một chi khủng long, được Sues mô tả khoa học năm 1980.